# تن‌تن و پرتقال‌های آبی
تن‌تن و پرتقال‌های آبی (انگلیسی: Tintin and the Blue Oranges) یک فیلم بر اساس ماجراهای تن‌تن و میلو است که در سال ۱۹۶۴ منتشر شد.

## خلاصهٔ داستان
پروفسور «سالامیا» پرتقال آبی رنگی را برای پروفسور تورنسل می‌فرستد. با دزدیده شدن پروفسور تورنسل و پرتقال آبی، تن‌تن و کاپیتان هادوک عازم والنسیا در اسپانیا می‌شوند و پس از طی ماجراها و اتفاقات فراوان در آن جا موفق می‌شوند هر دو پروفسور را نجات دهند.

## بازیگران
- فلیکس فرناندس
- آنخل آلوارس
- ژان-پیر زولا
- جیسس توردسیلاس
- ژان-پیر تالبو
- جین بوییس
- فلیکس فرناندز
- جنی اورلیانز
- مکس الوآ
- پیر دستگراپس
- آشیل زاواتا
- بارتا باری